# Ambasada Filipin w Warszawie

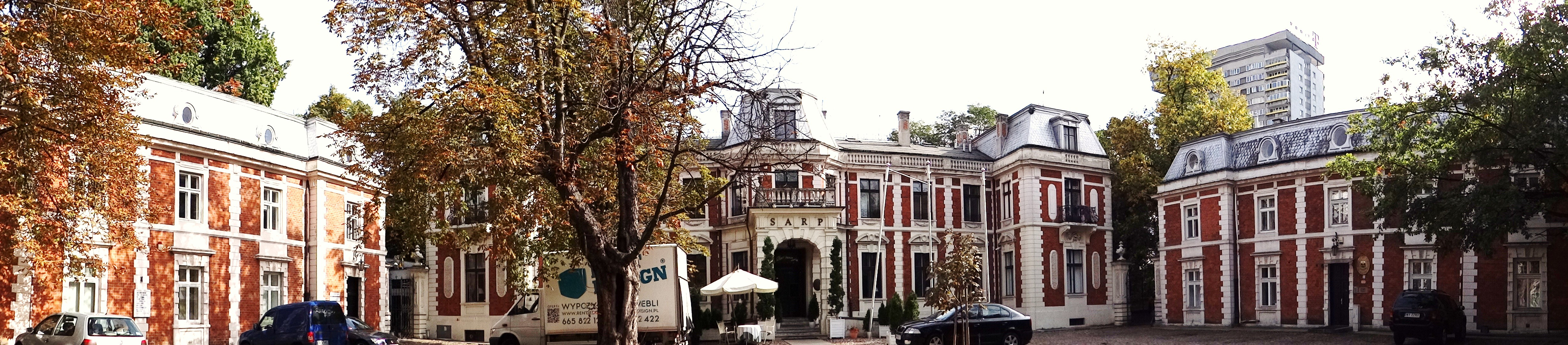
Pałac Konstantego Zamoyskiego w Warszawie przy ul. Foksal 1/2/4, dawna siedziba Konsulatu Generalnego Filipin

Ambasada Filipin w Warszawie (fil.: Pasuguan ng Pilipinas sa Barsobya, ang. Embassy of the Philippines in Warsaw) – filipińska placówka dyplomatyczna mieszcząca się w Warszawie przy ul. Stanisława Lentza 11. 
Od 2012 ambasador Filipin w Warszawie jest akredytowany także w Republice Estońskiej, Republice Litewskiej, Republice Łotewskiej i na Ukrainie.

## Siedziba
Stosunki dyplomatyczne z Filipinami nawiązano w 1973. W Warszawie akredytowane były ambasady Filipin z siedzibą w Hadze (do 1982) i w stolicy NRD – Berlinie (1982-1989). W 1991 rząd Filipin otworzył ambasadę w Warszawie, Ambasada mieściła się przy ul. Górnośląskiej 22 (1991-1995). W 1995 jurysdykcję placówki przekazano ambasadzie w Budapeszcie, a tamtejszego ambasadora akredytowano również w Warszawie. W tym okresie Filipiny utrzymywały Biuro Handlowe w tzw. Domu Kraszewskiego przy ul. Mokotowskiej 48 (2001), Konsulat Generalny w pałacu Konstantego Zamoyskiego przy ul. Foksal 1 (2003-2009). Pod samym adresem znajdowała się siedziba ambasady w Warszawie (2009), przeniesiona następnie na ul. Stanisława Lentza 11 (2010-).